# Lathrobium zetterstedti
Lathrobium zetterstedti är en skalbaggsart som beskrevs av Edward Caldwell Rye 1872. Lathrobium zetterstedti ingår i släktet Lathrobium, och familjen kortvingar. Arten är reproducerande i Sverige.